# 星耀镇
星耀镇，是中华人民共和国内蒙古自治区锡林郭勒盟正镶白旗下辖的一个乡镇级行政单位。

## 行政区划
星耀镇下辖以下地区：
新河村、义合村、查干宝恩本村、造林湾村、荣耀村、双山村、治华山村、明亮村、大地房村、东仓村、晨光村、先锋村、德胜村、永合村、南沟村、五支箭村、小红山村、大红山村、二村、三村、四合村、马毡匠沟村和龙王庙村。